# R3HDML
R3HDML (англ. R3H domain containing like) – білок, який кодується однойменним геном, розташованим у людей на короткому плечі 20-ї хромосоми. Довжина поліпептидного ланцюга білка становить 253 амінокислот, а молекулярна маса — 28 605.
| 10         |  | 20         |  | 30         |  | 40         |  | 50         |
| ---------- |  | ---------- |  | ---------- |  | ---------- |  | ---------- |
| MPLLPSTVGL |  | AGLLFWAGQA |  | VNALIMPNAT |  | PAPAQPESTA |  | MRLLSGLEVP |
| RYRRKRHISV |  | RDMNALLDYH |  | NHIRASVYPP |  | AANMEYMVWD |  | KRLARAAEAW |
| ATQCIWAHGP |  | SQLMRYVGQN |  | LSIHSGQYRS |  | VVDLMKSWSE |  | EKWHYLFPAP |
| RDCNPHCPWR |  | CDGPTCSHYT |  | QMVWASSNRL |  | GCAIHTCSSI |  | SVWGNTWHRA |
| AYLVCNYAIK |  | GNWIGESPYK |  | MGKPCSSCPP |  | SYQGSCNSNM |  | CFKGLKSNKF |
| TWF        |  |            |  |            |  |            |  |            |

A: Аланін

C: Цистеїн

D: Аспарагінова кислота

E: Глутамінова кислота

F: Фенілаланін

G: Гліцин

H: Гістидин

I: Ізолейцин

K: Лізин

L: Лейцин

M: Метіонін

N: Аспарагін

P: Пролін

Q: Глутамін

R: Аргінін

S: Серин

T: Треонін

V: Валін

W: Триптофан

Кодований геном білок за функцією належить до інгібіторів протеаз. 
Секретований назовні.